# Đảng Nhân dân Tây Ban Nha
Đảng Nhân dân Tây Ban Nha là một đảng bảo thủ ở Tây Ban Nha. Đảng Nhân dân được tái lập vào năm 1989 từ Liên minh Nhân dân, một đảng lãnh đạo và thành lập bởi Manuel Fraga Iribarne, một cựu Bộ trưởng Du lịch trong chế độ độc tài Francisco Franco. Đảng mới kết hợp AP bảo thủ với một số nhỏ Đảng Tự do và Dân chủ Kitô giáo (đảng gọi vụ này là sự hợp nhất của trung tâm quan điểm cải cách). Năm 2002, Manuel Fraga nhận được danh hiệu danh dự "Chủ tịch sáng lập".
Cho đến tháng 11 năm 2011, đây là đảng đối lập lớn nhất trong Quốc hội, với 153 trong 350 đại biểu, và bên đại diện lớn nhất tại Thượng viện, với 101 trong 208 thượng nghị sĩ. Tổ chức thanh thiếu niên của nó là thế hệ mới của Đảng nhân dân Tây Ban Nha (NNGG). Trong các cuộc bầu cử tháng 11 năm 2011 PP đã giành một phần lớn với 186 ghế trong Đại hội.

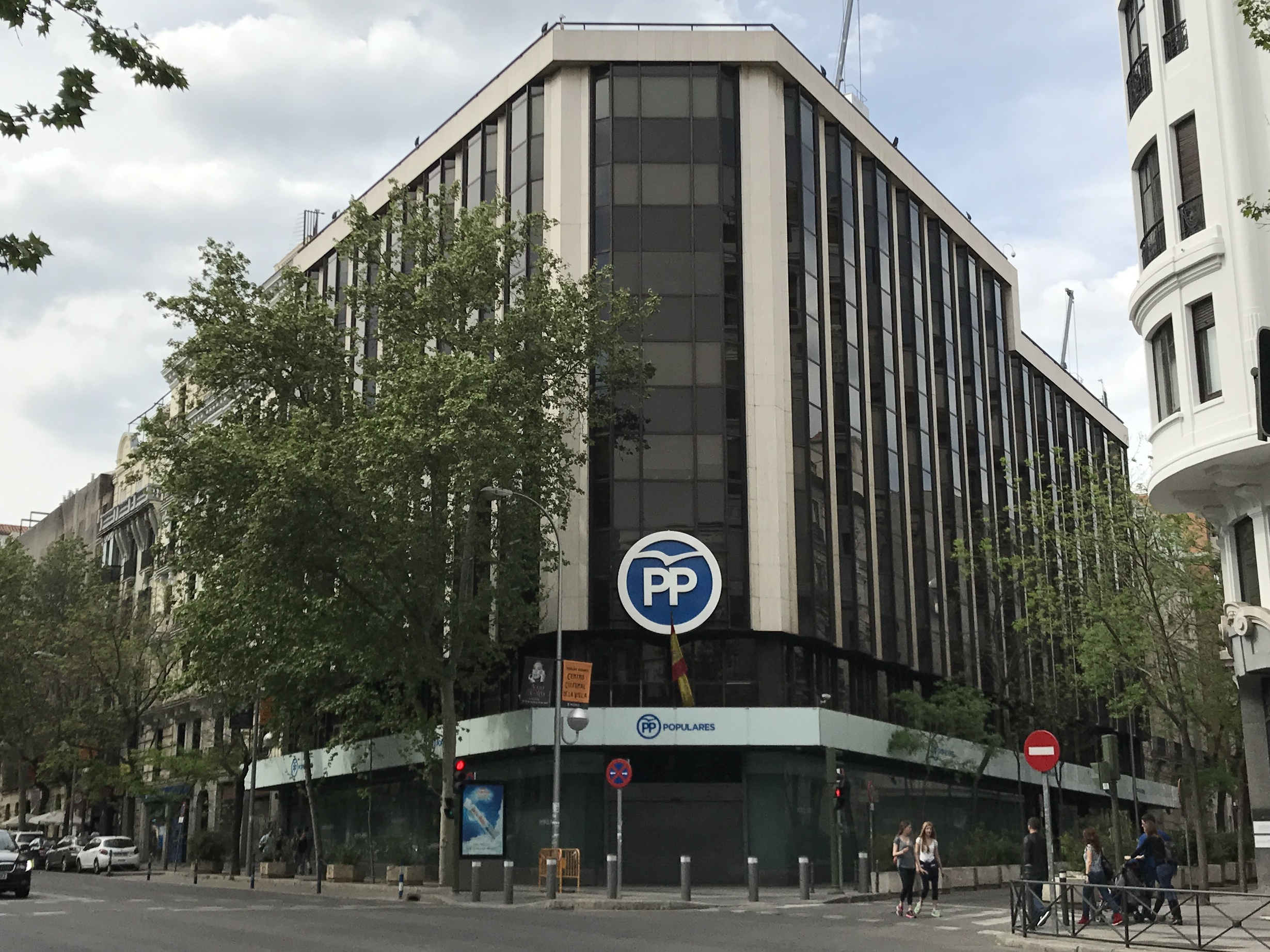
Trụ sở của Đảng Nhân dân tại Madrid, Tây Ban Nha

PP là một thành viên Centrist Democrat International, Liên minh Dân chủ Quốc tế và Đảng Nhân dân châu Âu. Trong Nghị viện châu Âu 23 MEP của đảng nằm trong nhóm chính trị Đảng châu Âu.